# Rote Fahnen sieht man besser
Rote Fahnen sieht man besser ist ein Dokumentarfilm von Theo Gallehr und Rolf Schübel von 1971 über das Schicksal von entlassenen Arbeitern in Krefeld.

## Inhalt
Der Film dokumentiert die Entwicklung am Chemiefaserwerk der Phrix AG in Krefeld  seit der Bekanntgabe der geplanten Schließung. Es werden Gewerkschaftsvertreter, Unternehmensvertreter und  Arbeiter gezeigt, die sich zu der neuen Situation äußern. Vier entlassene Beschäftigte werden in ihrem Alltag begleitet, in ihrer Wohnung, beim Arbeitsamt und im Gespräch mit ehemaligen Kollegen. Diese beklagen vor allem, dass sie  gesundheitliche Schäden durch chemische Gase, Lärm, monotone Arbeiten und Dauerstress hingenommen hätten, und sich nun von der Betriebsleitung verlassen fühlten. Die Aussichten für neue Arbeitsmöglichkeiten sind auf Grund ihres Alters schlecht.

## Hintergründe
Der Vorstand der Phrix AG gab 1970 bekannt, dass das Werk in Krefeld schrittweise geschlossen werden sollte. Dafür wurden zunächst ältere und körperlich eingeschränkte Arbeitskräfte entlassen. Dagegen gab es zahlreiche Proteste, die aber nicht erfolgreich waren.
Der Titel Rote Fahnen sieht man besser ist ein Zitat von einem DGB-Funktionär, der beobachtet hatte, dass auf Protesten von sozialistischen Organisationen und Gewerkschaften von Unternehmensvertretern, Politikern und Medien empfindlicher reagiert wird, als bei neutraleren schwarzen Fahnen, da man deren Verbreitung verhindern wollte.

## Aufführungen
Der Film wurde für den Westdeutschen Rundfunk hergestellt. Er wurde dort am 13. September 1971  nur in einer stark gekürzten Fassung von 60 der ursprünglich 100 Minuten gesendet. Dabei wurde zum Beispiel ein kritisches Lied des DKP-nahen Sängers Dieter Süverkrüp weggelassen.
Der Film gilt inzwischen als ein Klassiker dieser Form von Protest-Dokumentarfilmen und wurde auch in späteren Jahren gelegentlich in Programmkinos gezeigt.
Er ist auch  auf einer  DVD  unter dem Titel „Rote Fahnen sieht man besser“  enthalten.

## Auszeichnungen
- 1971 Preis der deutschen Filmkritik: Bester Dokumentarfilm
- 1971 Preis der deutschen Fernsehkritik: Goldener Bildschirm
- 1972 Adolf-Grimme-Preis in Gold: Beste Regie
- 1972 Adolf-Grimme-Preis in Gold: Bestes Drehbuch
- 1972 Westdeutsche Kurzfilmtage Oberhausen: Preis der Jungsozialisten